# Budak (żupania licko-seńska)
Budak – wieś w Chorwacji, w żupanii licko-seńskiej, w mieście Gospić. W 2011 roku liczyła 151 mieszkańców.